# Bibrons Riesen-Weichschildkröte
Bibrons Riesen-Weichschildkröte (Pelochelys bibroni) (eng. Asian Giant Softshell Turtle und Striped New Guinea Softshell Turtle) aus der Gattung der Riesen-Weichschildkröten (Pelochelys) ist eine im Süßwasser lebende Art der Schildkröten (Testudinata). Der Artname wurde zu Ehren des französischen Zoologen Gabriel Bibron vergeben.

## Beschreibung
Bibrons Riesen-Weichschildkröte erreicht eine Panzerlänge von 102 cm. Einzelne Exemplare erreichen sogar eine noch größere Länge. Sie hat im Verhältnis zum großen Kopf sehr kleine Augen. Auf ihren runden Schale sind zerstreute olivfarbige Warzen und ihre Brust ist weiß. Sie hat flossenartige Hinter- und Vorderbeine mit einer schwimmhautähnlichen Membran zwischen den Zehen und Fingern. Die Seiten der Vorderbeine und die schwimmhautähnlichen Membranen sind weiß. Sie hat ein breites, großes Maul. Die hornartigen Vorsprünge auf ihren Kiefern arbeiten wie Zähne. Der hornartige Panzer auf der Rückenseite und am Bauch wird durch ein Band verbunden.

## Verbreitung
Die Schildkröte lebt hauptsächlich in Flüssen und Bächen, die langsam landeinwärts fließen. Es gibt jedoch auch einige Hinweise darauf, dass sie auch in den Küstenregionen lebt. In der Vergangenheit erstreckte sich ihr Verbreitungsgebiet über Neuguinea, Sumatra, Borneo und die westlichen Regionen von Java. Heute jedoch hat sich ihr ehemaliges Verbreitungsgebiet stark verkleinert und sie gilt deshalb, außer in Neuguinea, als gefährdet. Bis vor kurzem war die letzte Sichtung außerhalb von Neuguinea im Jahr 2003 in Kambodscha. Bei einer Kontrolle in einem Gebiet entlang des Mekong-Flusses im Jahr 2007 haben Wissenschaftler eine große Anzahl dieser Schildkröten entdeckt. Zahlreiche Exemplare wurden alleine an einem kurzen Flussabschnitt von 48 km entlang des Ufers des Flusses beschrieben.

## Verhalten
Die Tiere leben in klaren und tiefen Flüssen in Küstennähe. Die Art ist ein Spezialist, da sie sich hauptsächlich fleischfressend ernährt: kleine Fische, Garnelen, Krebstiere, Weichtiere und Muscheln. Ganz selten frisst sie aber auch Wasserpflanzen. Aufgrund des langsamen Stoffwechsels können die Tiere für mehrere Monate oder sogar noch länger, ohne zu essen, überleben. Sie sind sehr empfindlich gegenüber der Umgebungstemperatur. Wenn die Temperatur höher oder niedriger als normal ist, dann verkriechen sie sich in einem Versteck im Sand. Zur Überwinterung vergraben sie sich in einer Höhle im Sand, die sie vorher schon im Herbst vorbereitet haben. Sie verbringen 95 % ihrer Zeit unter Wasser im Sand eingegraben. Nur die Augen und das Maul schauen aus dem Sand hinaus. Sie müssen nur zweimal am Tag zum Atmen auftauchen. Als einziger Feind der ausgewachsenen Tiere gilt das Neuguinea-Krokodil.

## Fortpflanzung
Von Mai bis August werden die Weibchen begattet. Von Februar bis März legen sie die rund 20 bis 28 befruchteten Eier in ein im Sand am Ufer gegrabenes Loch ab. Die runden Eier haben einen Durchmesser von 3 bis 3,5 cm. Nach der Ablage wird das Gelege mit Sand überdeckt. Nach einer zweimonatigen Bebrütung durch die Sonne schlüpfen die Küken und kriechen selbstständig ins Wasser. Alle Exemplare des gleichen Flussabschnittes legen ihre Eier an den gleichen Ort.